# Funkcje eliptyczne

Podstawową dziedziną funkcji eliptycznej jest równoległobok okresowości zawarty w jej siatce okresowej.

Funkcje eliptyczne – funkcje określone na zbiorze liczb zespolonych, które są dwuokresowe, tj. periodyczne wzdłuż dwóch kierunków (np. zarówno względem osi liczb urojonych, jak i osi liczb rzeczywistych). Funkcje eliptyczne na płaszczyźnie zespolonej są analogią funkcji trygonometrycznych na osi liczb rzeczywistych. Rozwój teorii funkcji eliptycznych opiera się na funkcji eliptycznej Weierstrassa, tzw. {\displaystyle \wp }-funkcji (funkcji dwuokresowej, wprowadzonej przez Karla Weierstrassa). Każda funkcja eliptyczna może być przedstawiona za pomocą {\displaystyle \wp }-funkcji i jej pochodnej {\displaystyle \wp '}, mających takie same okresy jak zadana funkcja eliptyczna. 
Funkcje eliptyczne definiuje się też za pomocą funkcji theta (niedwuokresowej), wprowadzonej przez Carla Jacobiego.
Nazwa funkcje eliptyczne pochodzi stąd, iż po raz pierwszy pojawiły się one jako funkcje odwrotne do całek eliptycznych, które z kolei nazwę swą wzięły stąd, iż były badane w związku z problemem obliczania długości łuku elipsy.

Równoległobok, którego przeciwległe boki są zidentyfikowane

## Definicja funkcji eliptycznej
Def. Funkcją eliptyczną nazywa się funkcję {\displaystyle w=f(z)} zmiennej zespolonej {\displaystyle z}, jeżeli:
(1) jest to funkcja dwuokresowa z dwoma skończonymi okresami pierwotnymi (najmniejszymi) {\displaystyle \omega _{1}} i {\displaystyle \omega _{2}} przy czym stosunek {\displaystyle {\tfrac {\omega _{1}}{\omega _{2}}}} nie jest liczbą rzeczywistą, tzn.:
{\displaystyle f(z+\omega _{1})=f(z)\quad } i{\displaystyle \quad f(z+\omega _{2})=f(z)}
lub
{\displaystyle f(z+m\omega _{1}+n\omega _{2})=f(z)}
dla wszystkich {\displaystyle z} w zbiorze {\displaystyle \mathbb {C} } oraz {\displaystyle m} i {\displaystyle n} będących liczbami całkowitymi.
(2) jedynymi osobliwościami funkcji {\displaystyle f} w skończonej części płaszczyzny zespolonej są bieguny.

## Inne definicje
Def. Okresem funkcji zespolonej nazywa się każdą taką liczbę zespoloną {\displaystyle \omega ,} że {\displaystyle f(z+\omega )=f(z)} dla wszystkich {\displaystyle z} w zbiorze {\displaystyle \mathbb {C} .}
Def. Okresami pierwotnymi funkcji eliptycznej nazywamy takie dwa okresy {\displaystyle \omega _{1}} i {\displaystyle \omega _{2},} że każdy inny okres {\displaystyle \omega } może być zapisany jako {\displaystyle \omega =m\omega _{1}+n\omega _{2},} gdzie {\displaystyle m} i {\displaystyle n} to liczby całkowite.
Def. Równoległoboku okresowości: Jeśli {\displaystyle \omega _{1}} i {\displaystyle \omega _{2}} są okresami pierwotnymi, to każdy równoległobok o wierzchołkach {\displaystyle z,z+\omega _{1},z+\omega _{2},z+\omega _{1}+\omega _{2}} jest nazywany równoległobokiem okresowości. 
Def. Rzędem funkcji eliptycznej  nazywa się liczbę biegunów w każdym równoległoboku okresowości z uwzględnieniem ich krotności (tzn. jeśli biegun jest 3-krotny, to liczymy, że są 3 bieguny).

## Twierdzenia

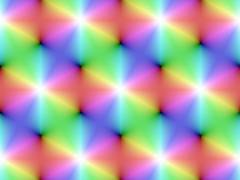
Funkcja eliptyczna Weierstrass z widocznymi periodycznymi zmianami i sieci

Tw. Funkcja dwuokresowa {\displaystyle f} powtarza wartości, które przybiera w każdym równoległoboku okresowości o wierzchołkach w punktach {\displaystyle 0,\omega _{1},\omega _{2},\omega _{1}+\omega _{2}}, gdzie dwa boki łączące ostatnie trzy punkty są wyłączone jako należące do sąsiednich równoległoboków.
Tw. Jeśli {\displaystyle \omega _{1}} i {\displaystyle \omega _{2}} są okresami pierwotnymi opisującymi kratę, to ta sama krata może być opisana przez parę okresów pierwotnych {\displaystyle \omega _{1}'=p\omega _{1}+q\omega _{2}} i {\displaystyle \omega _{2}'=r\omega _{1}+q\omega _{2}} gdzie {\displaystyle p,q,r} i {\displaystyle s} są liczbami całkowitymi oraz spełniają równanie {\displaystyle ps-qr=1.}
Innymi słowy, jeśli {\displaystyle \omega _{1}} i {\displaystyle \omega _{2}} są okresami pierwotnymi, to {\displaystyle \omega _{1}'} i {\displaystyle \omega _{2}'} również nimi są.

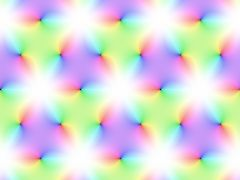
Funkcja - pochodna funkcji - ma identyczną periodyczność.

Tw. Każda funkcja eliptyczna ma parę okresów pierwotnych, lecz nie są to pary unikatowe, ale mogą być wyrażone za pomocą innej pary okresów pierwotnych (co wynika z Tw. poprzedniego).
Tw. Zwielokrotnianie równoległoboków okresowości przez kolejne mnożenia {\displaystyle \omega _{1}} i {\displaystyle \omega _{2}} przez liczby całkowite daje kolejne równoległoboki okresowości, w których funkcja {\displaystyle f} ma te same własności (okresowość).
Tw. Pochodna funkcji eliptycznej jest również funkcją eliptyczną mającą ten sam okres.